# جائزة نوبل للسلام 2003
مُنحت جائزة نوبل للسلام عام 2003 للناشطة والحقوقيّة الإيرانيّة شيرين عبادي لجهودها من أجل تحقيقِ الديمقراطية ودفاعها عن حقوق الإنسان ولا سيما حقوق النساء والأطفال في إيران وفي العالم الإسلامي بشكل عام.

## نظرة عامة
في 10 تشرين الأول/أكتوبر 2003؛ نالت شيرين عبادي جائزة نوبل للسلام لجهودها من أجل تحقيق الديمقراطية والدّفاع عن حقوق الإنسان وخاصة حقوق المرأة والطفل. خلال تتويجها؛ أشادت لجنة الاختيار بشجاعة شيرين في ظلّ كل الأخطار التي تُهددها وتُهدّد سلامتها. لقد فاجأَ قرار لجنة نوبل فاجأ بعض المراقبين في جميع أنحاء العالم حيثُ كان من المتوقع فوز البابا يوحنا بولس الثاني بالجائزة وسط تكهنات بأنه على وشكِ الموت. في السياق ذاته؛ أكّد بعض المراقبين على أنّ اختيار شيرين كان قرارًا سياسيًا على غرار اختيار ليخ فاونسا وميخائيل غورباتشوف من قبل وعلاوة على ذلك رأى مراقبون آخرون أنّ أنشطة عبادي لا تمت بصلة مباشرة إلى أهداف الجائزة التي شرحها ألفرد نوبل قبلَ وفاته. وكانت شيرين قد قدمت كتابًا بعنوان الديمقراطية وحقوق الإنسان والإسلام في إيران الحديثة: المنظورات النفسية والاجتماعية والثقافية إلى لجنة نوبل حيثُ ضمّ عشرات الوثائق التاريخية والثقافية التي تتحدثُ عن الديمقراطية وحقوق الإنسان من كورش الكبير ودارا الأول قبل 2500 سنة إلى محمد مصدق رئيس وزراء إيران الحديثة. في المُقابل؛ وبعد تتويج شيرين التزمَ الكثير من المسؤولين في الدولة الصمت فيما خرجَ آخرون ووصفوا الجائزة التي مُنحت لشيرين بالعمل السياسي البحث من قِبل المنظمات والمؤسسات الموالية للغرب. نفس الأمر فعلتهُ وسائل الإعلام المحليّة المملوكة للدولة حيثُ انتقدت معايير الجائزة ولم توافق بشكل أو بآخر على تتويجِ عبادي. أمّا الرئيس الإصلاحي محمد خاتمي فلم يُقدّم تهنئة رسميّة للسيدة عبادي واكتفى بالقول: «جائزة نوبل مهمة فعلًا لكنّ تلك المخصصة للسلام ليست مهمة جدًا ... شيرين حصلت عليها بسببِ معايير سياسية لا غير.» فيما هنئ محمد علي أبطحي شيرين ولكنّه قال: «مُنحت شيرين الجائزة لاعتبارات سياسية.»